# Cubans
Els cubans són els ciutadans de Cuba. La majoria dels cubans viuen a Cuba (11.167.325) el 2012, encara que també hi ha una gran diàspora, especialment als Estats Units on viuen 1.113.901 cubans (2012), i a Espanya 116.852 en 2011.
Les províncies amb major nombre d'habitants a Cuba (2010) són l'Havana (2.135.498), Santiago de Cuba (1.047.963), Holguín (1.037.573), Granma (836.366), Vila Clara (800.335), i Camagüey (780.598). Segons l'Oficina Nacional d'Estadístiques (ONE) en 2023 era de 10,05 milions entre els residents a l'illa i els emigrats que mantenen la residència, i 1,2 milions d'emigrats, mentre que al final de 31 de desembre de 2010, la població era d'11.241.161.

## Composició racial
La composició racial a Cuba era el 2002 de 7.271.926 blancs, 1.126.894 negres i 2.658.675 mulat. La població xinesa a Cuba descendeix principalment de treballadors contractats que van arribar al segle xix per construir els ferrocarrils i treballar en les mines. Després de la Revolució Industrial, molts d'aquests treballadors s'hi van quedar perquè no podien pagar el passatge de tornada a la Xina.

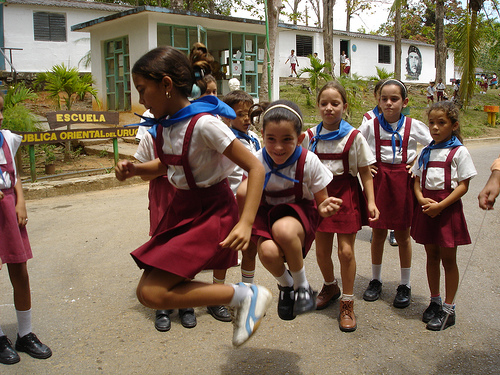
Escolars cubans jugant.

L'ascendència dels cubans blancs (65,05%) prové principalment de colons espanyols. Durant els segles xviii, xix i primera part del segle xx, hi ha hagut grans ones d'immigrants canaris, gallecs, asturians i catalans. Altres nacionalitats europees que van immigrar inclouen: britànics —entre ells els escocesos—, russos, polonesos, portuguesos, romanesos, italians, grecs, francesos, alemanys i irlandesos. Hi ha un petit romanent d'una comunitat jueva. També hi ha una significativa afluència ètnica de diversos pobles d'Orient Mitjà, especialment libanesos, palestins, turcs i sirians.
Els afro-cubans componen 10,08% al 23,84% de la població. Els seus orígens són principalment congo, un poble d'Àfrica Central. Els cubans d'origen asiàtic representen el 1% de la població. En la seva majoria són d'origen xinès, japonès o coreà.
Dels taínos queden poques restes. Es diu que l'1,02% de la població cubana. Alguns indis americans dels Estats Units es van establir a Cuba al segle xix (en particular, Cherokee, Choctaw i Seminole). No hi ha xifres exactes sobre els seus descendents actuals. La població total en el cens oficial de 1953 era 5.829.029 persones. La població de Cuba té orígens molt complexos i els matrimonis mixts entre els diversos grups és tan general que s'aplicarà aquesta norma.
La taxa de natalitat de Cuba (9,88 naixements per cada mil habitants el 2006) és una de les més baixes de l'hemisferi occidental, comparable solo amb Europa. La població total ha augmentat contínuament passant d'al voltant de 7 milions el 1961 a més d'11 milions ara, però la taxa de creixement s'ha detingut en les últimes dècades. El 2006 el govern cubà va confirmar el primer descens en la població des de l'èxode del Mariel, encara que en el trienni 2007-2009 es va reportar un lleuger augment de 0,58 per 1000 persones. La immigració i l'emigració han tingut notables efectes sobre el perfil demogràfic de Cuba durant el segle xx. Entre 1900 i 1930, prop d'un milió d'espanyols hi van arribar.
Després de la Revolució de 1959, més d'un milió de cubans van abandonar l'illa, principalment cap a Miami a l'estat nord-americà de Florida, on hi ha una important comunitat amb gran poder polític. Els emigrants després de la Revolució Cubana eren sobretot eixits de les classes altes i mitjanes predominantment blancs. Això va contribuir a un canvi demogràfic, juntament amb canvis en les taxes de naixement i identificacions racials entre els diversos grups ètnics.

## Diàspora
Els Estats Units és la llar del major nombre de cubans fora de Cuba (gairebé 1,144,024 el 2010), sobretot a Miami i altres ciutats importants de Florida, així com a Nova Jersey, Califòrnia, Nova York, Texas i Puerto Rico, també a Amèrica del Nord viuen 14.637 cubans a Mèxic i 21,440 al Canadà.
Hi ha comunitats més petites de cubans a Europa, on Espanya amb 128.641 cubans, Itàlia amb 17.947 i França amb 10.083 tenen les majors poblacions. A Amèrica del Sud les majors comunitats cubanes s'estan a Veneçuela amb 20.991 i Xile amb 3.163. Els cubans estan disseminats als cinc continents. Després de la fundació de la república el 1902, una considerable migració va arribar des de la península Ibèrica a l'illa, entre ells alguns ex-soldats espanyols que havien participat en les guerres d'independència, i, tanmateix, això mai va ser un obstacle per al respecte i l'afecte dels cubans, que sempre han estat orgullosos dels seus orígens hispans.

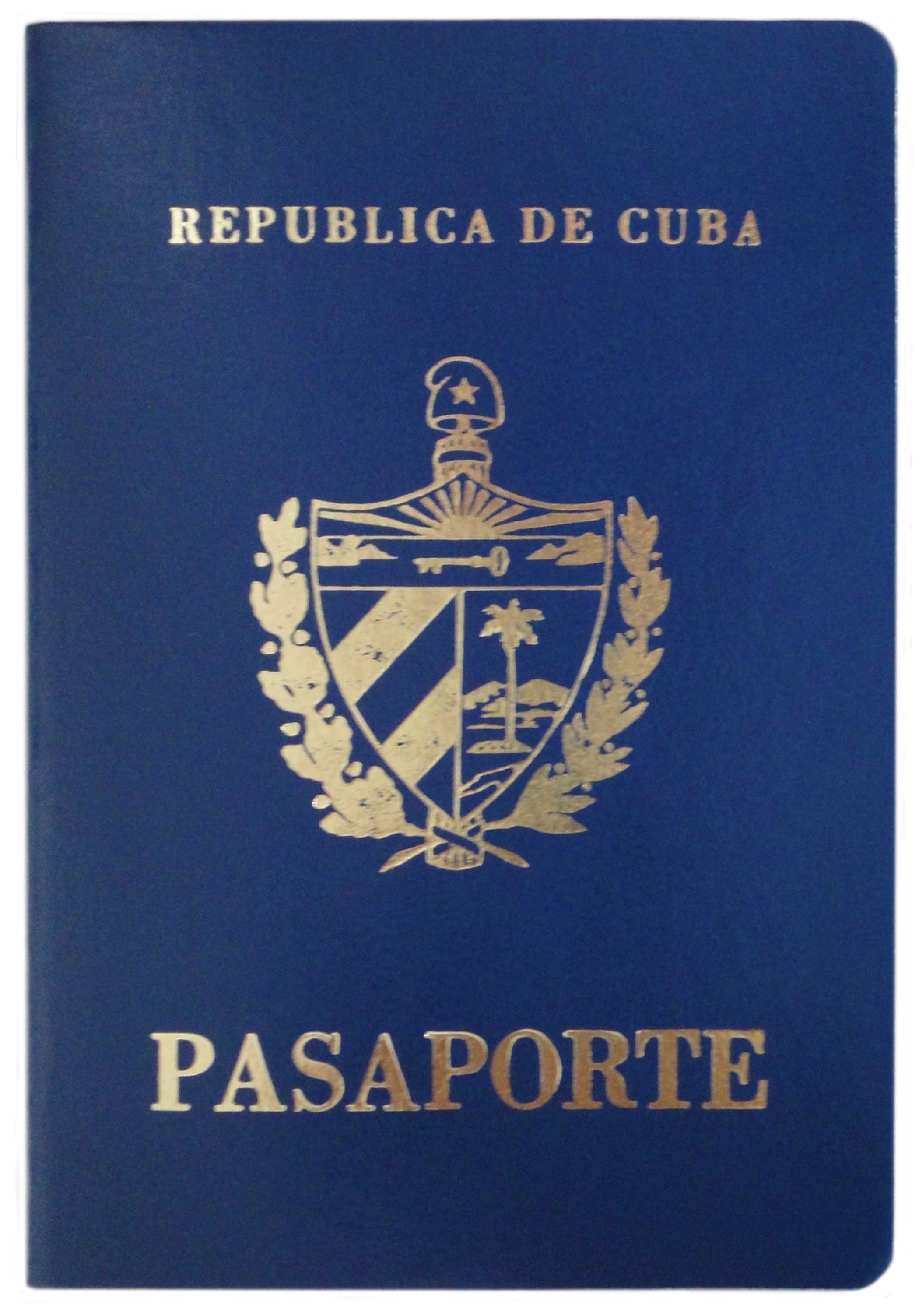
Passaport cubà actual.

El desembre de 2008, Espanya va començar a acceptar sol·licituds de ciutadania dels descendents de d'exiliats després de la brutal Guerra civil de 1936-1939, hi ha una llei de 2007 per a resoldre el dolorós llegat del conflicte. Aquesta Llei de la Memòria Històrica especifica que es podran concedir un màxim de 500.000 passaports als cubans d'ascendència espanyola. Segons la llei, els descendents tenen fins a desembre de 2010, per presentar-se a l'ambaixada espanyola al seu país d'origen i lliurar la documentació que acrediti els seus pares o avis van fugir d'Espanya entre 1936 i 1955. No han de renunciar a la seva ciutadania actual.

## Història
Els primers grups humans que van habitar Cuba van ser els siboneys, un poble amerindi, que va arribar des de nord i d'Amèrica Central. Van ser seguits per un altre poble indígen, els taïns, que van ser la principal població, tant de Cuba com de les altres illes de les Antilles quan Cristòfor Colom va albirar l'illa el 1492.
Colom va reclamar les illes per a Espanya i Cuba va esdevenir una colònia espanyola fins a 1898, sense tenir en compte la breu ocupació per Gran Bretanya el 1762, abans de ser retornada a canvi de la Florida. Cap al final del segle xix, Espanya havia perdut la major part de les seves possessions americanes i una sèrie de rebel·lions havien sacsejat Cuba. Això, combinat amb un anomenat a l'annexió de Cuba als Estats Units, va conduir a la Guerra Necessària encapçalada per José Martí, després de l'explosió del cuirassat Maine dels Estats Units a la badia de l'Havana, els nord-americans entren al conflicte. Així va començar la Guerra hispano-nord-americana i després de la victòria nord-americana l'ocupació militar de l'illa, fins que el 1902 Cuba va obtenir la independència.
Durant les primeres dècades del segle xx, els interessos dels Estats Units van dominar a Cuba. Això va acabar el 1959, quan el dictador Fulgencio Batista va ser enderrocat pels revolucionaris encapçalats per Fidel Castro. Ràpidament va tenir lloc un deteriorament de les relacions amb els Estats Units i això va dur a l'aliança de Cuba amb la Unió Soviètica i la transformació del país en una república socialista.

## Cultura
La cultura cubana reflecteix les influències sobre l'illa de cultures diferents, principalment europeus (espanyols) i africans. Això és evident en la idiosincràsia, en l'humor directe i dinàmic però obert i enginyós de la majoria dels cubans. No obstant això, durant el període de la república (1901-1958) la cultura cubana també va anar fortament influenciada pels Estats Units. Això va ser evident en la música, esports, arquitectura, finances, entre d'altres. En alguns aspectes molts cubans van veure la cultura cubana més estretament relacionada amb els Estats Units que amb Mèxic o d'altres nacions veïnes d'Amèrica Llatina. Durant el període revolucionari (1959 - actual) la influència soviètica es fa present en tots els plànols de la vida diària, les majors aportacions van ser en el camp de l'arquitectura i l'agricultura. Va existir una migració important de russos, ucraïnesos i alemanys, la majoria militars, al país, la majoria van tornar als seus països d'origen després de l'efondrapment del comunisme a Europa de l'Est.
Indiscutiblement un dels elements més distintius de la cultura cubana és la música i el ball, ben coneguts fora del país. Els més famosos estils de la música llatina tals com el mambo, la salsa, el bolero, i el so es van originar a Cuba. L'origen de gran part de la música cubana es pot trobar en la mescla de música espanyola i de l'Àfrica occidental, mentre que la influència nord-americana s'aprecia en elements musicals com a trombons i big band que també van ser elements importants en la formació de la música cubana.
La literatura cubana inclou alguns dels noms més coneguts del Carib, com a escriptor i heroi de la independència es destaca José Martí al segle xix. Més autors cubans contemporanis inclouen Daína Chaviano, Pedro Juan Gutiérrez, Antonio Orlando Rodríguez, Zoé Valdés i Leonardo Padura o Miguel Barnet.

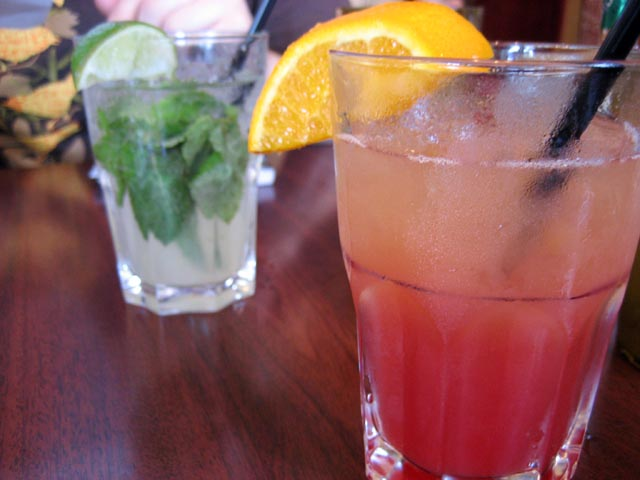
Còctels cubans.

La cuina cubana és una fusió de cuines espanyoles, africanes i del Carib. Les receptes cubanes comparteixen les savieses de la combinació entre les espècies i les tècniques combinades de la cuina espanyola i africana, amb influències del Carib en espècies i sabors. Els plats més famosos són els moros i cristians, Congri' la yuca amb mullo i entre els còctels destaquen el daiquirí i el mojito.
Gairebé tots els cubans parlen castellà. El mateix es caracteritza per la reducció de diverses consonants, una característica que comparteix amb altres dialectes del Carib espanyol, així com amb les Illes Canàries.

## Símbols
La bandera cubana és de color vermell, blanc i blau i va ser adoptada per primera vegada per Narcís López en una proposta formulada pel poeta Miguel Teurbe Tolón. Incorpora tres franges blaves, la qual cosa representa el mar que envolta l'illa de Cuba i els tres departaments de la colònia (Occident, Centre i Orienti), i dues franges blanques que simbolitzen la puresa de la causa patriòtica. El triangle vermell representa la sang vessada per alliberar a la nació. L'estel blanc en el triangle representa la independència. L'escut és una adarga ogival, dividit en tres casernes que representen, els camps cubans, la bandera i la importància estratègica de Cuba com a clau del nou món o del golf de Mèxic. L'himne de Bayamo o La Bayamesa és l'himne patriòtic nacional.